# Hubert Istace
Hubert Istace (Uccle, 1886. október 6. – Schaerbeek, 1914) belga nemzetközi labdarúgó-játékvezető.

## Pályafutása

### Nemzetközi játékvezetés
A Belga labdarúgó-szövetség Játékvezető Bizottsága (JB) 1910-ben terjesztette fel nemzetközi játékvezetőnek, a Nemzetközi Labdarúgó-szövetség (FIFA) bíróinak keretébe. Több nemzetek közötti válogatott és klubmérkőzést vezetett. Az aktív nemzetközi játékvezetéstől 1914-ben búcsúzott. Nemzetközi mérkőzéseinek száma: 4.

## Magyar vonatkozás
| Időpont        | Helyszín                 | Mérkőzés típusa         | Mérkőzés              | Eredmény | Nézők száma |
| -------------- | ------------------------ | ----------------------- | --------------------- | -------- | ----------- |
| 1911. május 7. | Hohe Warte Stadion, Bécs | 31. válogatott mérkőzés | Ausztria–Magyarország | 3 : 1    | 7 000       |